# Erbenova vyhlídka
Erbenova vyhlídka är en kulle i Tjeckien.   Den ligger i regionen Ústí nad Labem, i den nordvästra delen av landet, 70 km norr om huvudstaden Prag. Toppen på Erbenova vyhlídka är 441 meter över havet.
Terrängen runt Erbenova vyhlídka är lite kuperad. Runt Erbenova vyhlídka är det mycket tätbefolkat, med 1 018 invånare per kvadratkilometer. Närmaste större samhälle är Ústí nad Labem, 2,7 km söder om Erbenova vyhlídka. Runt Erbenova vyhlídka är det i huvudsak tätbebyggt.